# Xã Kerkhoven, Quận Swift, Minnesota
Xã Kerkhoven (tiếng Anh: Kerkhoven Township) là một xã thuộc quận Swift, tiểu bang Minnesota, Hoa Kỳ. Năm 2010, dân số của xã này là 236 người.